# Ogawa Hisanori
Hisanori Ogawa (sinh ngày 22 tháng 5 năm 1984) là một cầu thủ bóng đá người Nhật Bản.

## Sự nghiệp câu lạc bộ
Hisanori Ogawa đã từng chơi cho Avispa Fukuoka.